# جون ديفيد سميث
جون ديفيد سميث هو سياسي كندي، ولد في 1786، وتوفي في 1849.